# Hanshelleren
Hanshelleren est un grand abri sous roche situé près de la route de Strøm, dans la commune de Flatanger dans le comté de Trøndelag, en Norvège. Sa grande falaise est connue pour ses voies d'escalade, dont plusieurs des plus difficiles au monde, et notamment 2 des 3 seules voies cotées au degré maximum actuel (9c / 5.15d) : Silence (par Adam Ondra en 2017) et B.I.G (par Jakob Schubert en 2023).

## Géologie

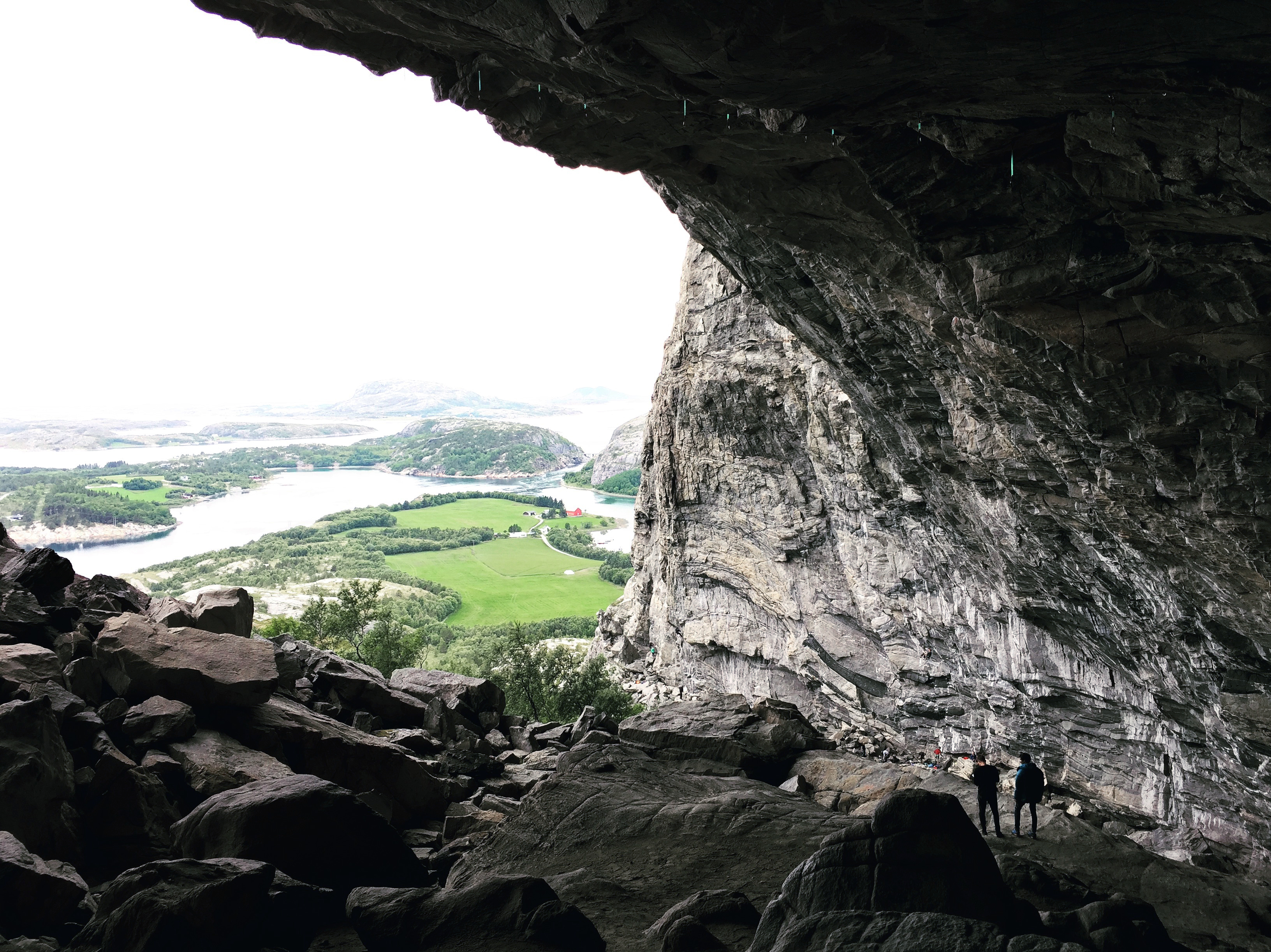
Vue depuis Hanshelleren vers Straumsneset.

Comme plusieurs autres falaises de la côte norvégienne, Hanshelleren a probablement été formée par le ressac de l'océan lorsque le niveau de la mer était plus élevé.

## Archéologie
Lorsque la terre est remontée après la dernière période glaciaire, il y a environ 10 000 ans, de nombreuses grottes et cavités le long de la côte sont devenues des habitations pour nos ancêtres. D'anciens outils de chasse ont également été découverts à Hanshelleren.

## Escalade

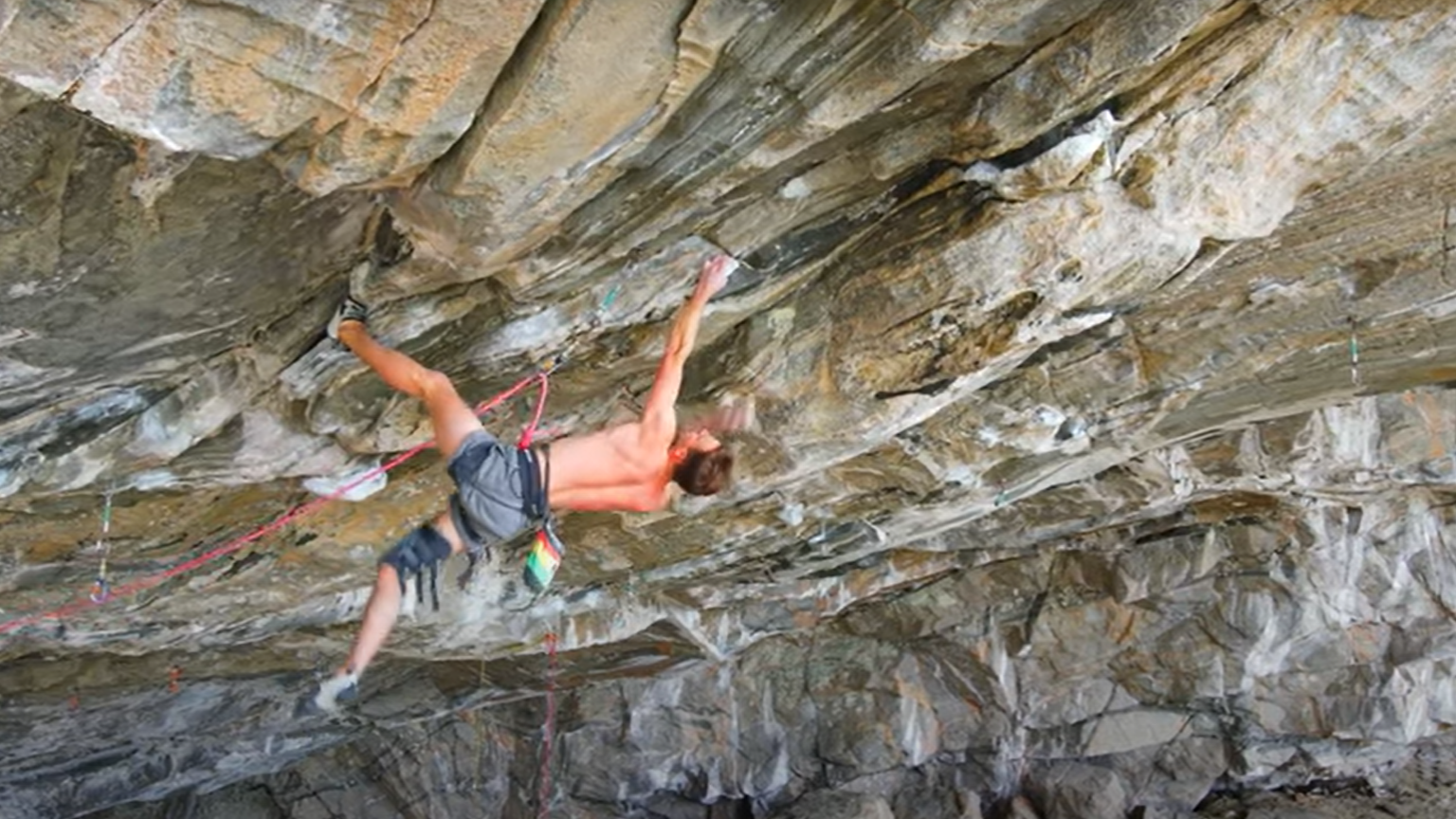
Moritz Welt dans la voie "Thor's Hammer" (cotation 9a+)

Hanshelleren est une destination de randonnée très prisée, notamment par les grimpeurs,, et se prête particulièrement bien à l'escalade, car la pente raide de la paroi rocheuse la maintient sèche et le type de roche (granite) est solide. En outre, la cavité permet aux grimpeurs de réaliser plus d'une centaine de voies d'escalade en falaise de niveaux de difficulté très variés (de cotation 4c à 9c), car le degré de dévers varie,.
Plusieurs des voies d'escalade les plus difficiles au monde à ce jour ont été gravies à Hanshelleren : en 2012, la voie Change (9b+), gravie pour la première fois par le grimpeur tchèque Adam Ondra ; en 2017, la voie Silence, première voie au monde proposée au degré 9c, également par Adam Ondra ; enfin, le 20 septembre 2023, la voie B.I.G. gravie pour la première fois par l'Autrichien Jakob Schubert.